# Crisis berberista (1949)
La crisis berberista (crise berbériste; pronunciación en francés: /kʀiz bɛʀbɛʀist/) fue una crisis interna ocurrida entre 1949 a 1954 dentro del movimiento PPA-MTLD debido a un desacuerdo entre los militantes y la dirección del partido por la consideración de Argelia como árabe, excluyendo por completo el aspecto bereber.

## Historia
El elemento detonate de la crisis fue la publicación de un memorándum a la ONU que presentaba al país como «árabe y musulmán». En cambio, una parte importante de la militancia de estos partidos abogó por una sociedad argelina multiétnica, reconociendo así su realidad nacional. En noviembre de 1948, se aprobó una moción de Rachid Ali-Yahia en el MTLD que iba en contra de la ideología arabista del partido: «De los 32 miembros del Comité Federal, 28 rechazan cualquier idea de una Argelia árabe y musulmana y están a favor de la tesis de [una] Argelia argelina. Este evento marcó el inicio del movimiento amazig.

### Resultado
Los activistas berberistas fueron rápidamente indexados y marginados. Algunos son eliminados por el ALN, como es el caso de Amar Ould Hamouda y Mbarek At Menguellat, asesinados en 1956 en la aldea de Ait Ouabane (At Waɛban), en la actual comuna de Akbil en la Alta Cabilia. Actualmente allí se encuentran enterrados, uno en la salida este del pueblo y el otro en la salida oeste.
Hocine Benhamza, doctor en economía por la Universidad de París y activista dentro del PPA, así como ex preso político durante la guerra de Argelia, dijo sobre este tema: «en la federación francesa del MTLD, hubo 32 miembros, entre ellos 28 por iniciativa de Rachid Ali Yahia, un estudiante, y bajo el ímpetu de los activistas de Cabilia, en particular Benaï Ouali, Ferah Ali, Said Oubouzar y otros, dijeron: Estamos luchando por la democracia, el laicismo, la independencia y una Argelia argelina».

## Posiciones

### PPA-BACT
Messali Hadj y sus seguidores, incluido el comité central, respondieron que «Argelia es un país árabe. Debe volverse hacia los países del Medio Oriente, convertirse en un componente de la nación árabe. Argelia es un país musulmán, debemos promover la religión musulmana». Algunos funcionarios de Cabilia, incluidos los de la OS, declararon: «Sí a las demandas bereberes, pero no prematuramente. Primero debemos obtener la independencia antes de plantear el problema bereber». Como resultado de todas estas diferencias, se dejó de lado el movimiento bereber inicial. «Sin embargo, la mayoría de los responsables cabilios PPA-MTLD, incluyendo el OS, se levantaron contra esta sublevación que estaba afectando al partido».
La cultura y el idioma bereberes fueron admitidos en el partido. Muchos oradores en la ENA, la PPA o el MTLD usaron el tamazigt en sus discursos, así como en canciones e himnos. No obstante, la cultura y el idioma bereberes fueron aceptados en la medida en que el principio árabe-islámico, la base ideológica del Partido, no era cuestionado. El himno de la PPA (Fida'oû el-Djazaïr) cantado por todos los activistas, fue escrito por el poeta mozabita Moufdi Zakaria.

### Abdane Ramdane y el FLN
Una carta enviada por los congresistas de Summam condenó el «trabajo de minar» la comunidad argelina en Francia de los elementos «bereberistas». La carta fue firmada por los líderes del FLN, a saber, Zighout Youcef, Abane Ramdane, Larbi Ben M'hidi, Krim Belkacem, Lakhdar Bentobal, Ouamrane o Si Cherif.